# 坦克殺手
 坦克殺手（德語：Panzerschreck）是二战中纳粹德国基於繳獲的巴祖卡火箭筒研製的反坦克武器，也是其官方稱號「54型反戰車火箭步槍」（Raketenpanzerbüchse 54，缩写为RPzB 54）的昵称，它是一种口径为88毫米，可重复使用的反坦克火箭筒。

## 背景
当德军部队在非洲缴获了美军的M1巴祖卡（Bazooka）火箭发射器，他们发现自己一直以来所使用的反坦克步槍与之相比的众多缺点，并迅速将其送回本土进行研究。他们发现巴祖卡几乎就是简单的一支铁管，加上一組火箭彈，容易大量生产，并且可以迅速装填。
德国工程师對巴祖卡的優良設計表示認可並進行了逆向工程，除了將口徑從巴祖卡的60毫米擴大至88毫米外，在彈頭方面借用了德國現有的43型反坦克火箭筒的底火引信的4312型反坦克火箭榴彈（Raketenpanzerbüchsen-Granate 4312，简称RPzB.Gr 4312）進行加長(從490毫米加長至650毫米)、改用電子引信製成的4322型反坦克火箭榴彈（Raketenpanzerbüchsen-Granate 4322，简称RPzB.Gr 4322），于是便诞生了著名的RPzB 54火箭筒，与巴祖卡不同，它的火箭弹在飞离发射管以后会继续燃烧喷射，而且彈頭帶有尾翼擁有更強穩定性，所以有着更强大的穿透力和高达150米的射程，在1943年开始投放部队使用。

## 型号
早期生產的RPzB 54长164厘米，不装弹重9.25公斤，火箭弹发射后2米距离内会继续燃烧灼伤使用者，所以必须佩戴防毒面具、耐焰鬥篷和鋼盔发射。於是1943年10月量產的RPzB 54前端安装了保护使用者的鋼制护盾，成为更广为人知的形象。但受制护盾導致武器空重增加至11公斤，也有人继续拆掉护盾佩戴面具发射。因此於1944年少量生產了一種特製型號RPzB 54/1，在縮短砲管和改進火箭彈後換取射程增加到了180米，因此成為德軍在二戰後期步兵最有力的反坦克武器。儘管因其體積粗大且價格昂貴(一支RPzB 54成本要70馬克，鐵拳系列只需15至25馬克)，RPzB 54比后期诞生的鐵拳反戰車無後坐力炮生产量(約825萬支)要少很多，據統計RPzB 54系列有314,895門的總產量。
其使用的火箭弹，因为气温对燃料燃烧速度的影响，分为夏用和冬用两种，护盾上的瞄准具也相应作出调整，火箭弹速约105米/秒。
战争后期还曾研制过威力更大的100毫米口径版本，但是產量極少且欠缺資訊。

## 实战

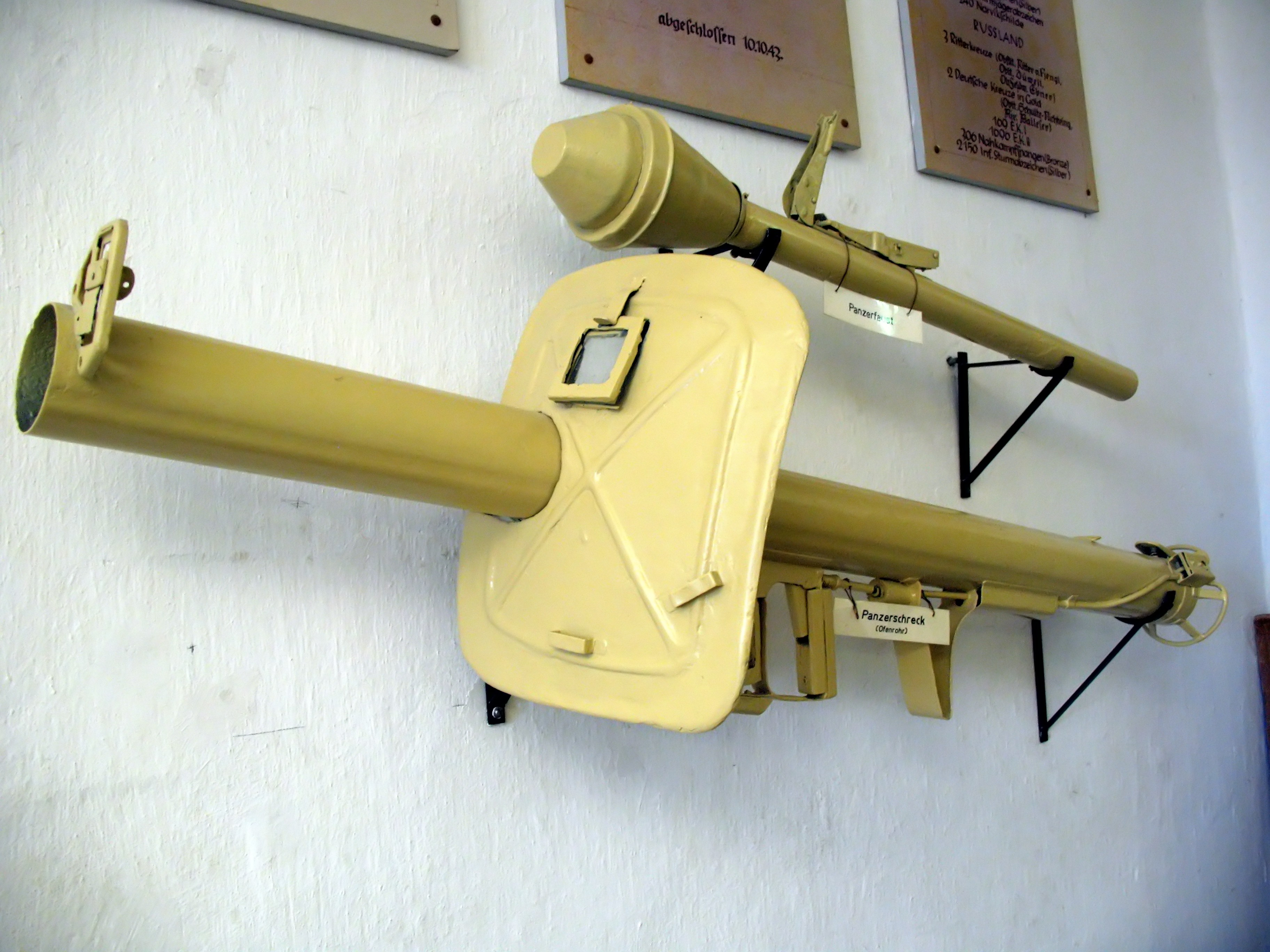
Panzerfaust與 Panzerschreck

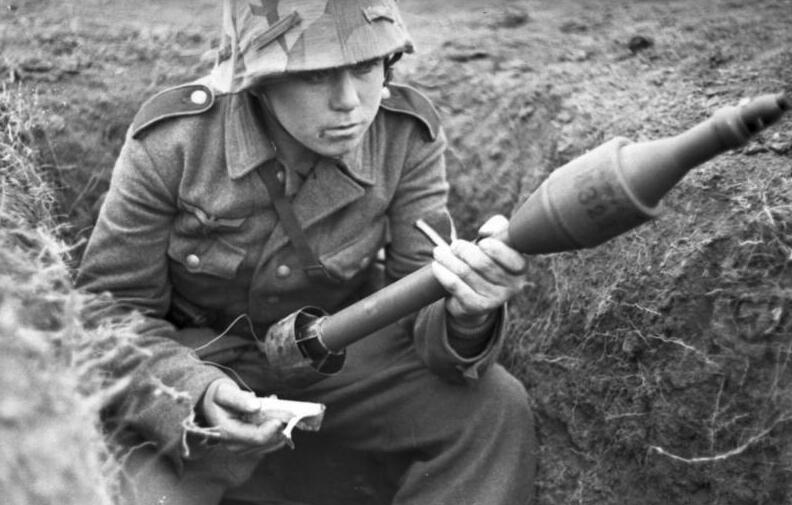
Panzerschreck 的火箭推進彈藥

RPzB发射时会从前端和后端产生大量的烟雾，因此得到了“烟囱”这个绰号（德语：Ofenrohr）。这也使得 Panzerschreck 小组在发射后会立即被发现，必须迅速更换位置以免成为敌人目标。
虽然如此，相比起它的原型，美军的巴祖卡，RPzB 54还是有巨大的优点。早期的巴祖卡很难穿透当时德国重型坦克的100毫米装甲。相比较起来，虽然更重，但是RPzB 54和鐵拳系列在0度的入射角可以穿透200毫米的軋壓均質裝甲，60度偏射角對同級裝甲的穿透力也能達到160毫米，30度偏射角的穿透力亦有90毫米，在当时没有任何坦克可以對抗。
其一發足以擊毀任何的盟軍坦克的威力，如果再加上經驗豐富的戰鬥小隊，就足以成為盟軍裝甲車輛的噩夢。有鑒於此，盟軍盡量採取一些措施來對抗威力強大的RPzB 54和鐵拳火箭筒，例如在裝甲上堆放沙包、實心木板或備用履帶等措施，但受制反戰車高爆彈的錐形裝藥金屬射流的強力貫穿特性，這些額外防護實際得到的效果微乎其微。

## 使用國
- 芬兰
- 德意志國
- 匈牙利
- 意大利社會共和國
- 罗马尼亚王国
- 苏联

## 流行文化
Panzerschreck 在反映二战的电影，电视作品中频繁出现，包括諾曼第大空降，雷霆救兵，在各种与二战有关的电子游戏中也作为最强的轻型反坦克武器登场，比如使命召唤、應徵入伍、英雄連隊、荣誉勋章系列與德軍總部：黑曜陰謀等等，在2002年推出的電腦遊戲戰地風雲1942當中，選擇做軸心國反坦克兵的玩家也使用 Panzerschreck ，在日本动画机动战士GUNDAM中也有引用。

## 参見
- 反坦克武器
- 巴祖卡火箭筒
- Panzerfaust